# Булатов, Георгий Яковлевич
 Георгий Яковлевич Булатов  (24 августа 1947 — 2 февраля 2001) — русский поэт и журналист, член Союза российских писателей с 1993 года.

## Биография
Георгий Яковлевич в детские и юношеские годы побывал во многих краях и областях страны. В 1973 году Булатов окончил филологический факультет Ростовского университета. Работал на стройках, в изыскательных экспедициях, но вверх над всеми профессиями взяла журналистика. Казахстан, Курская область, Зерноградский, Мясниковский районы Ростовской области обогатили опытом и впечатлениями путь молодого журналиста и поэта, начатый ещё в годы армейской службы на Дальнем Востоке.

## Творчество
Георгий Яковлевич Булатов с юных лет писал стихи. С 1979 года стал одним из ведущих поэтов областного литературного объединения «Дон», руководимого поэтессой Е. Нестеровой. Публиковал подборки стихов сначала в областных газетах, затем в журнале «Дон», коллективных сборниках Ростиздата. Первая книга стихов «Главный полустанок» появилась в 1987 году. Было в этой книжице, включившей 42 стихотворения. Через два года в том же Ростиздате вышла вторая книга «Имена» (1989). Она была значительно больше по объёму (115 стихотворений). Книга «Имена» была не просто настоящей, глубокой, личностной; она была пронизана исповедальной поэтической интонацией, которую тогда в Ростове редко кто из писателей себе мог позволить.
Третья книга «Торопись, моя память грешная…» вышла через четыре года. Но это уже было иное желанное… и жестокое время, в котором поэт продолжал быть верным себе, своим темам, своему призванию. В новых стихах поэзия и жизнь были для него одним дыханием.
В 1990 годах успешно сочетал поэтическое творчество с издательской деятельностью. В 1993 году в Ростове-на-Дону Георгий Булатов создал издательский центр «Булат» и был его директором до конца жизни.
Последняя книга вышла в издательстве «Булат», которое он основал в 1993 году. Этому предшествовал многолетний опыт работы в областных и городских периодических изданиях и выпуск газет «Глагол», «Голос исторический».
Для поэтического творчества Г. Я. Булатова, как и для многих поэтов «поколения семидесятых», характерны произведения в исповедально-лирическом ключе, драматическое восприятие действительности.

## Мемориальная доска Г. Я. Булатову

Памятная доска в Ростове-на-Дону

В Ростове открыли мемориальную доску человеку, вписавшему свое имя в историю современной литературы. Георгий Булатов прожил недолго — всего 54 года, но успел за это время немало. Он был и корреспондентом, и книгоиздателем — дал путевку в жизнь многим начинающим поэтам, и талантливым поэтом. Это памятное место появилось на пересечении улиц Соколова и Суворова.

## Произведения Г. Я. Булатова
Отдельные издания
- Главный полустанок: Стихи. — Ростов-н/Д.: Кн. изд-во, 1987.
- Имена: Книга стихотворений. — Ростов-н/Д.: Кн. изд-во, 1989.
- Торопись, душа моя грешная: Книга стихов. — Ростов-н/Д.: Кн. изд-во, 1997.
- …метелью тополиною в окне…:Стихи. Ростов-н/Д., изд-во ООО ИЦ «Булат», 2002.